# Charles Lee (militär)

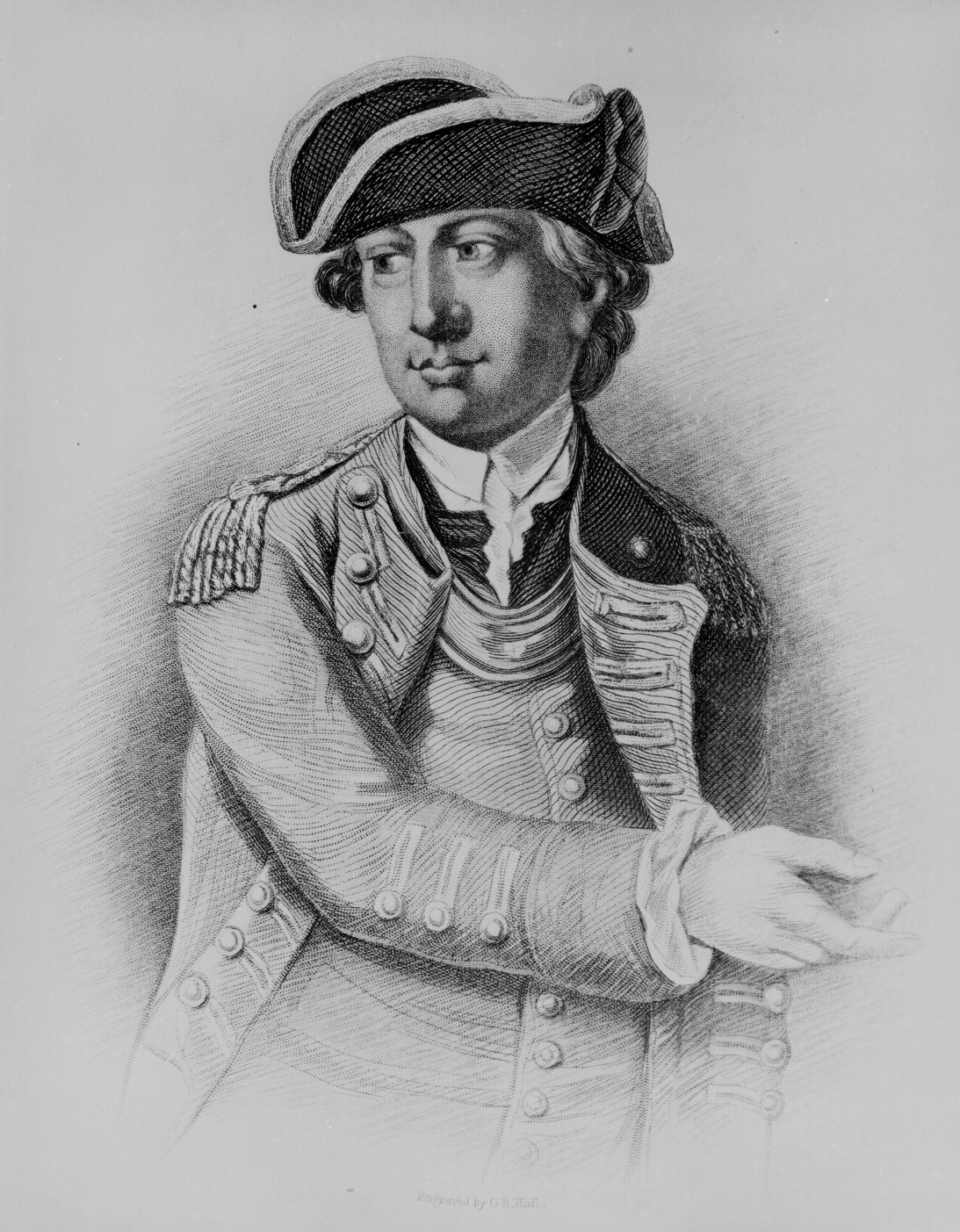
Charles Lee

Charles Lee, född 1731 i Cheshire i England, död 1782 i Philadelphia, USA, var en engelsk-amerikansk militär. Han var general i kontinentalarmén under det amerikanska frihetskriget.

## Engelsk officer
1754 kom han som löjtnant över till Nordamerika och deltog bland annat i Edward Braddocks expedition mot Fort Duquesne, James Abercrombys anfall mot Fort Carillon 1758 och Jeffrey Amhersts tåg mot Montréal 1760. Väl hemma blev han major 1761 men lyckades senare ej få den befordran han ville, vilket ledde till att han blev allt hätskare mot regeringen. Lee var 1762-1763 i portugisisk tjänst, blev 1764 generalmajor i polska armén och deltog 1769 i polackernas krig mot Turkiet.

## Amerikansk general
I november 1773 kom han till New York, där han lyckades vinna kolonisternas förtroende och blev 1775 generalmajor i deras armé. Där intrigerade han ivrigt mot George Washington, som han ville tränga undan från högsta befälet. När han 1776 råkat i engelsk fångenskap, inlät han sig i förrädiska stämplingar och formgav en förrädisk plan åt bröderna William och Richard Howe till slaget vid Chesapeake, ett förräderi som först upptäcktes 1857. 1778 utväxlades Lee och iakttog under striderna vid Monmouth en mycket misstänkt hållning och förklarades av en krigsrätt skyldig till insubordination bland annat. Han suspenderades på ett år och avskedades kort därpå, efter ett brev till kongressen, samt drog sig då tillbaka till sitt gods i Shenandoahdalen.

## Juniousbreven
Felaktigt har Lee krediterats som författare till 1772 års Juniusbrev. Han var i Polen när några av de brev som förutsatte att författaren var i London gavs ut.